# Casas de Barriche
Casas de Barriche es un Despoblado de la provincia de Cáceres (Extremadura, España), partido judicial de Coria, comarca de Sierra de Gata y término de Valverde del Fresno. Está situado a la margen derecha del arroyo Sobreros, tributario del río Erjas, en la ladera de una suave elevación, a 439 m de altitud. Ocupa una superficie de 0,31 ha y se compone de unas veinte casas, la mayor parte en estado de ruina. Se encuentra a 40º11'19" de latitud Norte y 6º57'7" de longitud Oeste. El entorno natural está constituido básicamente por pinos, encinas, robles, brezos, jaras, zarzas y helechos. Se cultivan olivos, pocos frutales y algún pequeño huerto y se mantiene un corto número de cabezas de ganado lanar. Dista 10 km de la villa de Valverde del Fresno. El caserío quedó despoblado en la década de los 70 del pasado siglo por su corto vecindario y por la total carencia de servicios básicos.